# Crambus isshiki
Crambus isshiki  (лат.) — вид чешуекрылых насекомых из семейства огнёвок-травянок. Распространён в Хабаровском и Приморском краях, Амурской и Сахалинской областях и Китае. Бабочки встречаются с июля по август. Размах крыльев 22—23 мм. Передние крылья белые.